# Condado de Lincoln (Washington)
O Condado de Lincoln é um dos 39 condados do Estado americano de Washington. A sede de condado é Davenport, e sua maior cidade é Davenport. O condado possui uma área de 6060 km2, uma população de 10184 habitantes, e uma densidade populacional de 2 hab/km² (segundo o censo nacional de 2000). O condado foi assim nomeado em homenagem ao presidente americano Abraham Lincoln.